# Tratado de Münster
La Paz de Münster fue un tratado entre las Provincias Unidas de los Países Bajos y España firmado en 1648. Fue un tratado histórico para las Provincias Unidas y uno de los acontecimientos claves en la historia neerlandesa; con él, la independencia de las Provincias Unidas fue finalmente reconocida por la Corona española. El tratado formó parte de la Paz de Westfalia la cual acabó con la guerra de los Treinta Años y la guerra de los Ochenta Años.

## Revuelta neerlandesa
La revuelta neerlandesa, o guerra de los Ochenta Años (1566-1647), fue el levantamiento de las Siete Provincias Unidas de los Países Bajos contra el Monarquía Hispánica (Habsburgo).
La monarquía Hispánica tuvo inicialmente éxito en suprimir la rebelión. Aun así, en 1572 los rebeldes conquistan Brielle, y la rebelión resurge. Durante la revuelta el norte de los Países Bajos devino de facto independiente y rápidamente creció para convertirse en un poder mundial a través de sus navíos mercantes y experimentó un periodo de gran crecimiento económico, científico y cultural. Aun así al propio tiempo el sur de los Países Bajos (situado en la Bélgica actual, Luxemburgo y norte de Francia) quedó bajo mandato español. A pesar de varios intentos, los holandeses nunca consiguieron expulsar a los hispánicos. En los años finales de la guerra, los franceses, aliados con los holandeses, debilitaron a los españoles. Hacia 1648, grandes áreas del sur de los Países Bajos habían sido perdidos a favor de Francia y, a pesar de muchos éxitos militares, Andries Bicker, Cornelis de Graeff y muchos otros quisieron pedir la paz.

## Negociaciones y paz

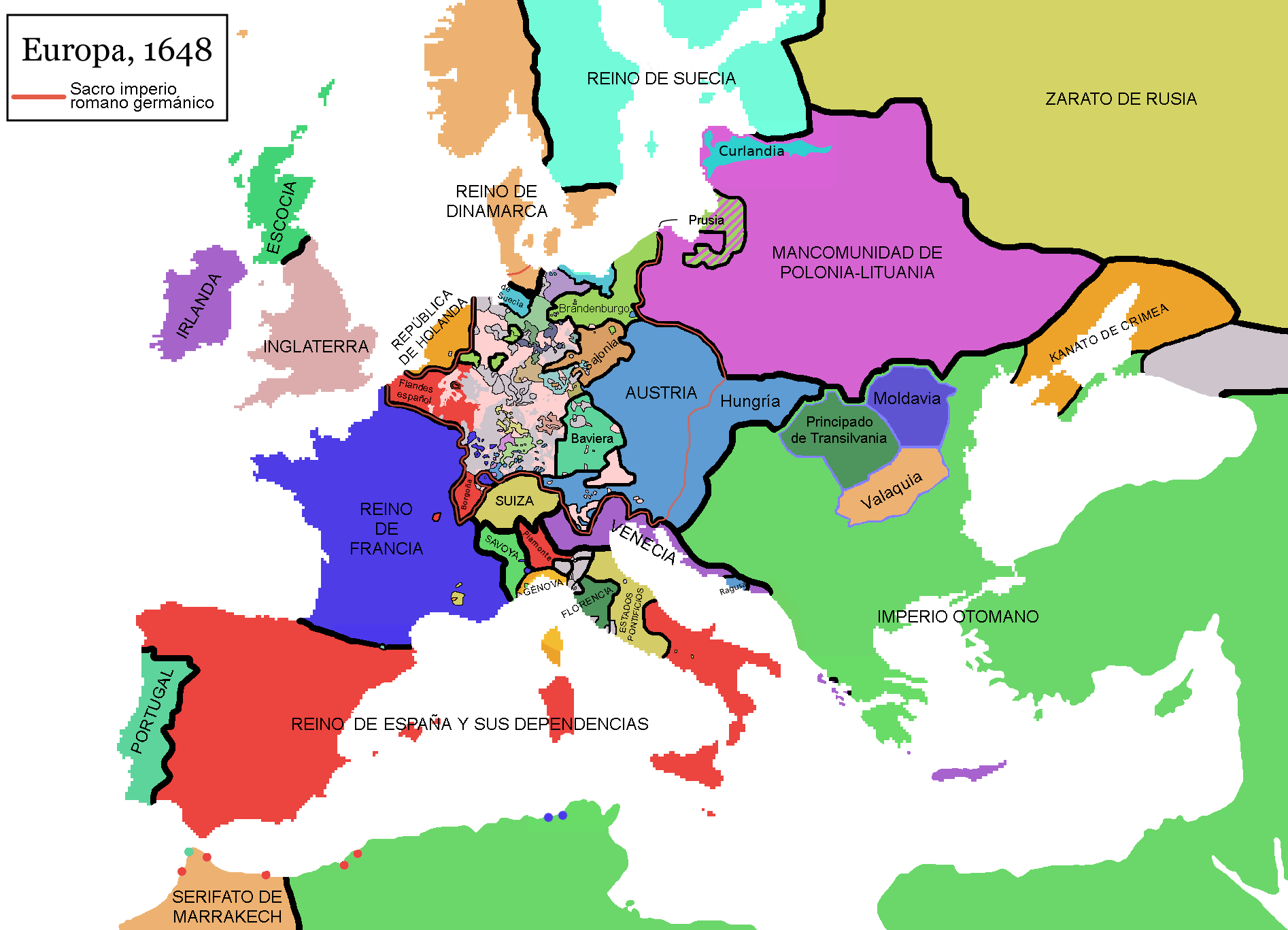
Europa después de la Paz de Westfalia en 1648.

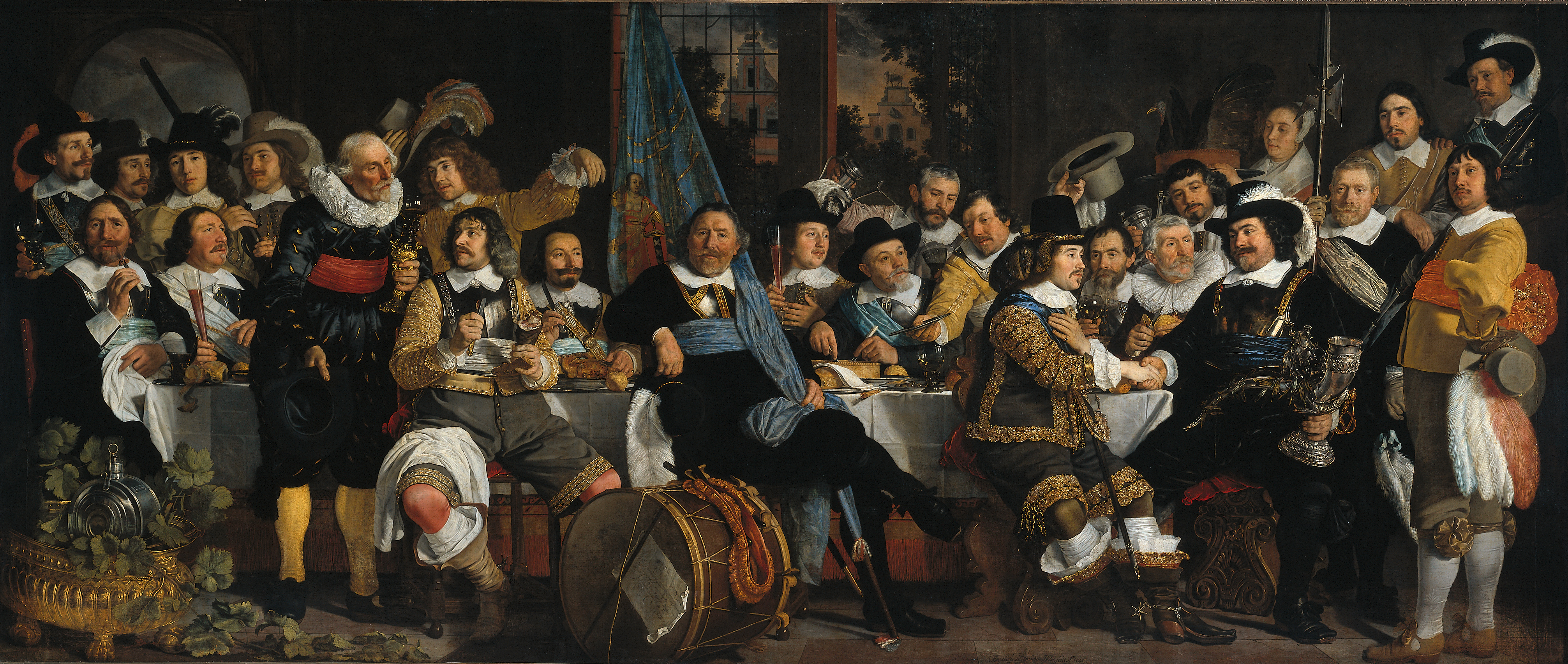
La Celebración de la Paz de Münster (1648) por Bartholomeus van der Helst.

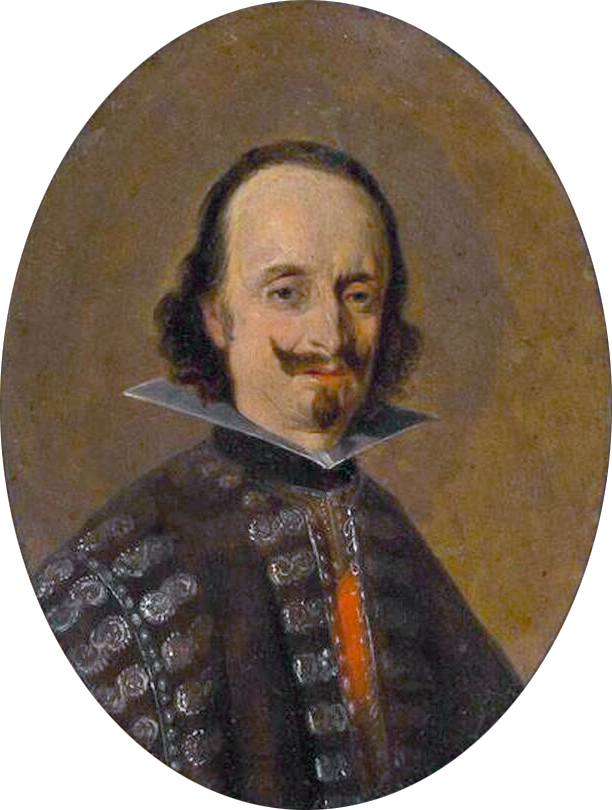
Retrato de Gaspar de Bracamonte Guzmán, ministro de Felipe IV y firmante del Tratado.

Las negociaciones entre las partes en lucha comenzaron en 1641 en las ciudades de Münster y Osnabrück, en la actual Alemania. Con el inicio de las conversaciones de paz hispano-neerlandesas, el comercio holandés con el levante y la península ibérica empezó a florecer. Mercaderes neerlandeses, beneficiados por el cese de las hostilidades y la disponibilidad de navíos relativamente baratos, pronto dominaron los mercados que habían sido anteriormente dominados por comerciantes ingleses. Mercaderes neerlandeses también se beneficiaron de la guerra civil inglesa y ganaron el comercio inglés en sus colonias americanas.
A pesar de no haber sido formalmente reconocida como un estado independiente, la república neerlandesa estuvo participando en las charlas de paz; incluso España no se opuso a esto. En enero de 1646, ocho representantes holandeses (dos de Holanda y uno de cada una de las otras seis provincias) llegaron a Münster para comenzar las negociaciones. Los enviados españoles habían sido autoridades mandadas por el rey español Felipe IV. El 30 de enero de 1648, ambas partes lograron un acuerdo y un texto fue enviado a La Haya y Madrid para ser firmado. El 15 de mayo del mismo año, la paz estuvo hecha. Con la paz, los Países Bajos fueron reconocidos como un país independiente.
España aceptó el río Esequibo como frontera con la Guayana Neerlandesa, además, abandonó la Isla de San Martín, que sería repartida entre Francia y los Países Bajos, el 23 marzo.
Las Provincias Unidas devolvieron Erkelenz, tomada el 11 de febrero de 1607, a los Países Bajos Españoles. También devolvieron Gennep a Brandemburgo-Prusia.
Una copia original del tratado se conserva en el Rijksarchief (archivos nacionales holandeses) en La Haya.